# 20784 Треворпауерс
20784 Треворпауерс (20784 Trevorpowers) — астероїд головного поясу, відкритий 6 вересня 2000 року.
Тіссеранів параметр щодо Юпітера — 3,509.